# 聖喬治 (斯洛伐克)

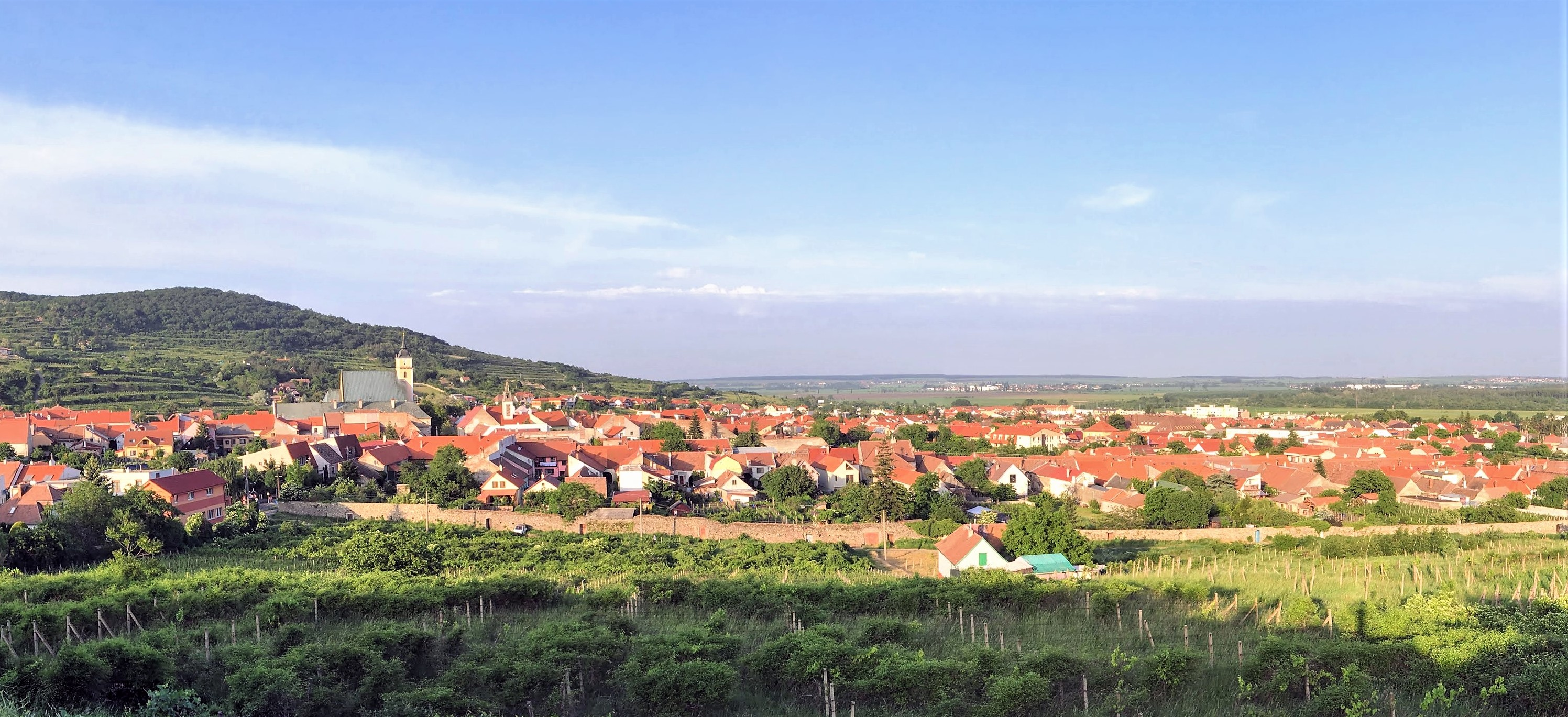

聖喬治是斯洛伐克的城鎮，位於該國西部，由布拉迪斯拉發州負責管轄，面積39.87平方公里，海拔高度180米，該地區自哈爾施塔特文化時期有人類居住，2006年人口4,929。

## 外部連結
- Official site of Svätý Jur
- Photos of Svätý Jur （页面存档备份，存于）
- Short description of Biely Kameň Castle